# Labia minor
Labia minor es una especie de insecto de la familia Spongiphoridae. Está muy extendido a nivel mundial en climas templados, prefiriendo lugares cálidos como compostas de abono. Mide entre 4 y 7 mm de largo, incluida la pinza, y es de color marrón chocolate.

## Descripción
Son aproximadamente la mitad del tamaño de Forficula auricularia, miden entre 4 y 7 milímetros (0,2 a 0,3 pulgadas) de largo. Es de color marrón chocolate. Todo el cuerpo está cubierto de finas pelusas amarillas y las antenas son de un color más pálido. Las pinzas en la cola del animal se utilizan para ayudar a desplegar las alas, en preparación para el vuelo.

## Distribución
Están muy extendidos en las zonas templadas de todo el mundo. No está claro si se trata de una especie nativa de América del Norte o de una de las primeras especies introducidas. El primer registro en los Estados Unidos data de 1838, pero es posible que la especie haya estado con anterioridad. Se extiende más al norte, en Columbia Británica y Quebec que cualquier otra especie de tijereta, y es la única tijereta en Quebec. También se ha introducido en Australia, Madeira, las Islas Galápagos y Filipinas.